# Elrond
Elrond (sin. gwiazda-kopuła) – postać ze stworzonej przez J.R.R. Tolkiena mitologii Śródziemia. Był panem Rivendell, potomkiem władców żyjących w Pierwszej Erze, który pozostał w Śródziemiu do końca Trzeciej Ery.
Elrond był synem Eärendila (Ñoldora, prawnuka Fingolfina) i Elwingi (prawnuczki Thingola), urodzonym w Beleriandzie w Pierwszej Erze, co oznacza, że podczas wydarzeń opisanych we Władcy Pierścieni miał ponad 6000 lat. Bratem Elronda był Elros, pierwszy król Númenoru panujący pod imieniem Tar-Minyatur. Obaj bracia mogli wybrać swój dalszy los i życie, ponieważ byli półelfami. Elrond wybrał los elfa, natomiast Elros – człowieka.
Elrond brał udział w ostatnim przymierzu elfów i ludzi, kiedy to potęga Saurona została złamana przez Isildura za pomocą miecza jego ojca, Elendila. Pojął za żonę córkę Galadrieli, Celebríanę. Miał z nią dwóch synów, Elladana i Elrohira, urodzonych w roku 130 Trzeciej Ery oraz córkę, Arwenę, urodzoną w roku 241 Trzeciej Ery. W roku 2509 Celebríanę, jadącą Przełęczą Caradhrasu, schwytali orkowie. Elladan i Elrohir odbili matkę z rąk orków, jednak została ona ugodzona zatrutą strzałą i w następnym roku odpłynęła do Amanu.
Brał udział w obradach Białej Rady, był również przewodniczącym Narady, w której zadecydowano o losie Pierścienia.
Elrond był powiernikiem Vilyi, jednego z Pierścieni elfów, otrzymał go od Gil-galada. Odpłynął razem z Vilyą do Amanu 29 września 3021 roku Trzeciej Ery.

## Ekranizacje
W trylogiach filmowych Władca Pierścieni i Hobbit Elronda grał Hugo Weaving. Poza nim jednym z kandydatów do roli był David Bowie.
W serialu Władca Pierścieni: Pierścienie Władzy gra go Robert Aramayo